# I Got It from My Mama
«I Got It from My Mama» ("Lo Conseguí de Mi Mamá") es el primer sencillo del álbum Songs About Girls de will.i.am, planeado para ser lanzado durante el tercer cuatrimestre de 2007.
La canción contiene muestras de "Don Quichotte" del grupo francés Magazine 60, y de la versión de "Take Me To The Mardi Gras" de Bob James.
La voz femenina detrás de la canción pertenece a la cantante y actriz Katerina Graham (Kat Graham), famosa por su rol de Bonnie Bennett en la serie The Vampire Diaries, aunque ella no aparece en el videoclip.

## Video musical
El video fue anunciado filmado en junio de 2007. el 26 de julio de 2007 en la web oficial de Black Eyed Peas.el video oficial se lanzó el 2 de agosto de 2007.
El video comienza con will.i.am abriendo una revista en la que aparecen varias chicas bailando. Luego la cámara muestra a will.i.am sentado en una silla de playa donde pasa la mayor parte del video. El vídeo concluye con will.i.am cantando en la playa de nuevo con las chicas y termina con una imagen de will.i.am en la revista diciendo: "Brasil: ¡Ojalá fuese aquí".
Después de grabar el video de "I Got It From My Mama" will.i.am grabó un pequeño video para la canción "She's a Star". Se rodó por la noche en una playa de Brasil, mientras lanzaban fuegos artificiales que recuerdan a la canción de Duran Duran "What Happens Tomorrow".

## Remix
I Got It from My Mama cuenta con dos remix producidos por el propio will.i.am. El primero en ser lanzado fue en que se re-mezclaba la canción con una de Daft Punk. En el remix se mezcla I Got It from My Mama junto con la canción "Around the World" de Daft Punk. Sin embargo Daft Punk negó haber autorizado el empleo de su canción para el remix. A pesar de esto will.i.am grabó un video musical de este remix en el que se incluyen partes de la canción "Around the World".En el video hace un cameo el grupo Paradiso Girls.
El segundo remix fue lanzado unas semanas después del primero. En esta remezcla aparecen estrofas inéditas cantadas por Busta Rhymes.
También existe una parodia de I Got It from My Mama creada por una radio de Malasia. La parodia fue titulada "I Goi It From My Mamak"

## Rendimiento en las listas
«I Got It from My Mama» debutó en la posición #29 en el FMC Urban Top 50 de los Países Bajos.Poco después lo hizo en la posición 93 de Billboard hot 100. A la semana siguiente la canción logró subir 36 puestos llegando a la posición 57. El puesto máximo conseguido en EE. UU. fue el 31. En Canadá debutó en el número 41. Fue la segunda canción con la subida más alta en la tabla esa semana. 

### Listas
1. 1 2 3 4 5 6 7 8 9 10 11 12 13  "I Got It from My Mama" Posicionamientos Globales y Trayectorias". αCharts.us
2. 1 2 3 4 5 6  Historial Chart de Britney Spears Billboard.com
3. 1 2 3  Trayectorias de "I Got It from My Mama". Top40-Charts.com
4. ↑  «Euro 200». APC-stats. Archivado desde el original el 7 de febrero de 2008. Consultado el 10 de diciembre de 2007.